# Die Säulen der Erde (Film)
Die Säulen der Erde ist ein mehrteiliger, deutsch-kanadischer Fernsehfilm aus dem Jahr 2010 nach Ken Folletts gleichnamigem Roman unter der Regie von Sergio Mimica-Gezzan.
Die Weltpremiere des Films erfolgte ab dem 23. Juli 2010 beim US-amerikanischen Pay-TV-Sender Starz als achtteilige Miniserie mit je 50 Minuten Spielzeit. In Österreich wurde der Film ab dem 14. November 2010 in vier Teilen von je 100 Minuten Länge bei ORF 1 gezeigt. In Deutschland begann die Ausstrahlung dieses Vierteilers am 15. November 2010 bei Sat.1.

## Handlung

### Handlungsüberblick
Im Mittelpunkt des im 12. Jahrhundert spielenden Films steht der Bau einer Kathedrale in dem fiktiven südenglischen Ort Kingsbridge. Philip, der Prior des Kingsbridger Klosters, versucht mit Hilfe des Steinmetzes Tom Builder den Traum von einer mächtigen Kathedrale wahr werden zu lassen. Zur selben Zeit wütet in England ein Erbfolgekrieg zwischen Stephan von Blois und seiner Cousine Matilda, der leiblichen Tochter des verstorbenen Königs Heinrich I. von England. Damit die Kathedrale ohne Verzögerung errichtet werden kann, brauchen Philip und Tom die Hilfe Alienas, der Tochter des ehemaligen Grafen Bartholomäus von Shiring, die sich genau wie die Hilfesuchenden gegen den neuen Grafen von Shiring, Lord William Hamleigh, und den machtsüchtigen Bischof Waleran Bigod stellt.

### Vollständige Handlung

#### Teil 1
Der englische Thronfolger William Ætheling, Erbe von König Heinrich I., ist 1120 bei einer Überfahrt von Frankreich bei einem Schiffsunglück ums Leben gekommen. Knapp 20 Jahre später und nach dem Tod von König Heinrich I., als im Land der Krieg um die Macht regiert, zieht der arbeitssuchende Baumeister Tom Builder mit seiner schwangeren Frau und seinen beiden Kindern durch die Grafschaft von Shiring. Nachdem seine Frau bei der Niederkunft gestorben und das von Tom ausgesetzte Neugeborene von einem Mönch in das Kingsbridger Kloster gebracht worden war, treffen die drei mehrmals auf ihrer Reise auf die Heilerin Ellen und ihren künstlerisch begabten Sohn Jack. Ellen hilft Tom, Arbeit am Hof des Grafen Bartholomäus von Shiring zu finden.
Gleichzeitig wird der junge Mönch Philip zum Prior des heruntergewirtschafteten Klosters in Kingsbridge gewählt. Philip unterrichtet den späteren Bischof Waleran Bigod vom geplanten Sturz des neuen Königs Stephan. Graf Bartholomäus von Shiring wird entmachtet, und die Familie Hamleigh übernimmt die Herrschaft über Shiring.
Tom, Ellen und die Kinder verlassen Shiring und kommen schließlich zur Priorei Kingsbridge. Dort erfährt Tom von Ellens Sohn Jack, dass sich Toms ausgesetztes Kind im Kloster befindet. Der Steinmetz gibt sich den Mönchen jedoch nicht als dessen Vater zu erkennen, sondern bittet Prior Philip um eine Anstellung, um die verfallene Kirche zu renovieren. Dieser lehnt das aber aus Geldmangel ab. Da Jack bemerkt, dass sich seine Mutter und Tom verliebt haben, Tom aber Probleme hat, Arbeit zu finden, legt er heimlich einen Brand, der die gesamte Kirche zerstört. Da Tom Builder anbietet, zunächst die Krypta gegen Kost und Logis wieder für den Gottesdienst nutzbar zu machen, wird er zum Baumeister ernannt. Nachdem er schon immer vom Bau einer Kathedrale geträumt hat, kann er Philip überzeugen, eine solche nach seinen Plänen zu erbauen.

#### Teil 2
Die Fundamente für die Kathedrale sind inzwischen gesetzt worden, doch Philips Feinde verweigern den Arbeitern des Klosters den Zutritt zum Steinbruch, obwohl dem Kloster dessen Nutzung für den Kirchenbau vom König versprochen wurde. Der Steinbruch wurde auf Anraten des Bischofs Waleran – eines machthungrigen und einflussreichen Mannes, der den Bau der Kathedrale verachtet – durch den brutalen Adelssohn der Grafschaft Shiring, William Hamleigh, besetzt. Der Bau der Kathedrale steht somit wegen des Mangels an Steinen vor dem Aus. Zudem plant der Bischof, durch seine Informanten über die Schwierigkeiten beim Bau informiert, den König zu einem Besuch der Baustelle zu überreden. Damit soll Philips Unfähigkeit bewiesen werden und der Kirchenbau kurzerhand nach Shiring – und somit in den Einflussbereich Walerans – verlegt werden. Philip gelingt es, durch das Versprechen für die sonntägliche Arbeit an der Kathedrale einen Sündenablass zu gewähren und die Bevölkerung der umliegenden Dörfer zur Mitarbeit am Tag des Königsbesuches zu bewegen. Dies überzeugt den König von den Fortschritten des Baus; er ist zudem von der Statue des heiligen Adolphus angetan, die Jack angefertigt hat, und stimmt dem Weiterbau zu. Jack hat sich schon bei seiner ersten Begegnung in Aliena verliebt, und diese ist von seiner künstlerischen Begabung fasziniert. Zwischen beiden kommt es zum Kuss, wobei sie der eifersüchtige Alfred stört.
Nachdem William Hamleigh den Steinbruch erneut besetzt und der Subprior Remigius die Schriftrolle, die Kingsbridge das Marktrecht gewährt, gestohlen und an Waleran übergeben hat, reisen Philip und Jack zusammen mit Alienas Bruder Richard zum König, um erneut die Unterstützung für den Bau zu erbitten. Sie treffen den König in Lincoln, der die dort auf einer Burg verschanzte Matilda belagert. Da der König sich in seinen Albträumen von einem rothaarigen Mann bedroht fühlt, gibt er einem seiner Lakaien den Auftrag, den rothaarigen Jack zu ermorden. Daraufhin wird Jack bis zur Bewusstlosigkeit von dem Handlanger gewürgt. Kurz darauf kommt es zur Schlacht zwischen dem König und Robert von Gloucester, der seiner Schwester Matilda zu Hilfe kommt. Sowohl Stephan als auch Robert werden gefangen genommen, Lincoln aber von Roberts Truppen erobert. Bischof Waleran und die Hamleighs, die zuvor auf der Seite des Königs standen, wechseln die Seiten. Bischof Waleran lässt den gefangenen Philip foltern, um das Geständnis zu erzwingen, er habe den ehemaligen Grafen von Shiring an den König verraten. Anschließend erteilt der Bischof den Auftrag, Philip zu hängen. Der für tot gehaltene Jack wurde unterdessen in ein Massengrab geworfen. Der zweite Teil endet mit einem unerwarteten Lebenszeichen von Jack.

#### Teil 3
Philip wird von seinem Bruder vor dem Strick gerettet. Jack erholt sich von seinen Qualen. Nach einer verlorenen Schlacht wurde König Stephan von seiner Rivalin Matilda gefangen genommen, die fortan über England regiert und sich selbst den Titel einer Kaiserin gibt. Die strittigen Umstände des Baus der Kathedrale müssen somit neu verhandelt werden. Zwar bestätigt Matilda, dass der Steinbruch für den Kathedralenbau unzugänglich bleibt, Kingsbridge erhält jedoch erneut das gleiche Marktrecht wie Shiring. Als Bedingung verlangt sie von Prior Philip die Zahlung von 100 Pfund. Nach der Rückkehr von Philip und Jack nach Kingsbridge leiht die inzwischen als Wollhändlerin erfolgreiche Grafentochter Aliena Philip bereitwillig das Geld. Gleichzeitig bittet sie Philip darum, einen großen Wollmarkt im kommenden Jahr in Kingsbridge abzuhalten.
Nachdem ein Austausch der Gefangenen stattgefunden hat, wird Matilda besiegt, die Hals über Kopf mit Sohn und Bruder nach Frankreich flieht. Der erstarkte Stephan wird wieder König, und auch Bischof Waleran folgt dem neuen König.
Unterdessen benennt Tom Builder Jack und Alfred als gleichberechtigte Erben. Alfred hasst jedoch Jack und zerstört in Rage die Skulpturen und Statuen von Jack, woraufhin beide in eine körperliche Auseinandersetzung geraten, bei der Teile der Baustelle zerstört werden. Nach Ersuchen von Prior Philip wird Jack deshalb zunächst aus Kingsbridge weggeschickt, darf jedoch nach Intervention seiner Mutter fortan als Mönch und rechte Hand des Priors zurückkehren. Er muss jedoch den Kontakt zu Aliena abbrechen.
Monate später findet der Wollmarkt in Kingsbridge statt. William überfällt den Markt und lässt die Wolle verbrennen, auch Aliena wird nur knapp von Alfred aus den Flammen gerettet, verliert aber ihre Wolle in den Flammen. Als sich Tom Builder William in den Weg stellt, wird er getötet. Nach dessen Beerdigung benennt Prior Philip Alfred zum neuen Baumeister, der entgegen den Vorgaben von Tom die Kathedrale mit einem Steingewölbe überdachen will. Alfred sieht nun seine Chance gekommen, Aliena einen Heiratsantrag zu machen, zumal er ihr Geld für die Unterstützung ihres Bruders anbieten kann. Bei der Bekanntgabe der baldigen Vermählung platzt Jack zwischen die Verlobten. Daraufhin wird er eingesperrt, um bis nach der Hochzeit im Kerker zu bleiben. Doch seine Mutter kennt einen Geheimgang aus der Zelle hinaus und verhilft ihm zur Flucht, mit der Bitte, mit Aliena zu flüchten. Jack flieht und trifft sich heimlich mit Aliena. Die beiden schlafen miteinander, doch als Aliena ihm mitteilt, dass sie trotz allem Alfred heiraten wird, verlässt er sie enttäuscht und geht nach Frankreich, um dort nach der Familie seines Vaters zu suchen.
Am Tag darauf findet die Hochzeit statt, und Ellen taucht auf, um die Ehe mit Impotenz und Hass zu verfluchen. Tatsächlich bekommt Alfred keine Erektion mehr und Aliena gelingt es zu verbergen, dass sie von Jack schwanger ist. Unterdessen hat sich auch William eine Braut ausgesucht: Die dreizehnjährige Elisabeth von Weymouth, die er in der Hochzeitsnacht vergewaltigt.
Der Bau der Kathedrale geht unter der Leitung Alfreds weiter. Bei der Einweihung der Kirche, bei der auch William mit seiner Mutter und Frau wie auch Waleran und König Stephan anwesend sind, stürzt das von Alfred konstruierte Dach ein. 79 Menschen sterben. Bei der Katastrophe gebiert Aliena einen Sohn, der wegen seiner leuchtend roten Haare eindeutig Jack zuzuordnen ist. Verstoßen von Alfred, macht sie sich auf den Weg nach Frankreich, um Jack zu suchen und ihn zurück nach Kingsbridge zu holen.

#### Teil 4
Nach langer und beschwerlicher Suche findet Aliena Jack in Frankreich. Auf der Rückreise nach England lernt Jack endlich die Familie seines Vaters kennen und ist nun neuen Mutes. Während beide Pläne für eine gemeinsame Zukunft fassen, liegt das Kingsbridger Projekt am Boden. Der neue Leiter des Klosters, Remigius, setzt keine Bemühungen auf einen Fortgang der Bauarbeiten. Doch als Jack schließlich mit seiner kleinen Familie zurückkehrt, kommt auch das Leben zurück in die kleine Stadt. Jack plant, den Bau der Kathedrale wieder aufzunehmen und mit seinem inzwischen im Ausland erworbenen Wissen noch schöner zu Ende zu führen. Außerdem hat er eine Möglichkeit gefunden, das Geld dafür zu beschaffen. Eine weinende Madonna, nach Alienas Abbild, lockt Pilger und somit das Geld an. Die Augen der Madonna bestehen aus einem Stein, der bei Kälte Wasser absondert, was den Eindruck vermittelt, sie weine. Am Hof von Shiring regt sich Groll gegen die Wiederaufnahme der Bauarbeiten: Ein gezielter Angriff durch William von Shiring soll den Bau stoppen und Jack töten. Doch die junge Elisabeth, Williams Ehefrau, besucht mit Williams Mutter Regan Hamleigh die Madonna und „beichtet“ Philip bei dieser Gelegenheit Walerans und Williams Pläne. Daraufhin veranlassen Jack, Prior Philip und Richard, der für kurze Zeit heimgekehrt ist, den Bau einer Stadtmauer. Die Mauer hält dem Angriff stand, und William zieht gedemütigt und verletzt zurück nach Shiring. Dort lässt er seinen unterdrückten Zorn an seiner Frau und Mutter aus. In Rage erdrosselt er Regan Hamleigh und wirft sie danach in den Burggraben. Remigius wird als Verräter enttarnt und daraufhin aus dem Kloster verbannt. Unterdessen gehen die Bauarbeiten an der Kathedrale weiter und zehn Jahre vergehen.
Richard ist vom Kreuzzug zurückgekehrt und erhebt nun erneut seinen Anspruch auf die Ländereien von Shiring und den Grafentitel. Diesen bekommt er nur, wenn er die Burg erobert – aber für die notwendigen Truppen fehlt ihm das Geld. Da er in der Gunst des Königs steht, wird William der Titel entzogen. Mit diesem Ergebnis will sich Waleran nicht zufriedengeben, ist doch William seine einzig verbliebene Marionette. Er ernennt ihn daraufhin zum Sheriff und sucht einen Anlass, Jack verhaften zu lassen. Alfred, der immer noch auf die Annullierung der Ehe mit Aliena wartet, wird sein Opfer. Er verspricht ihm die Annullierung, wenn Alfred im Gegenzug Jack provoziert, bis Alfred ein paar Tropfen Blut zum Schein verliert. Das naive Opfer weiß nicht, dass der Dolch, der ihm übergeben wird, vergiftet ist. Nachdem er Aliena geschlagen hat, kommt es zum Kampf zwischen Jack und Alfred, woraufhin Alfred sich selbst mit dem Messer verletzt und es Jack anlasten will. Aber gleich darauf stirbt er durch das Gift. William, der sogleich zur Stelle ist, verhaftet Jack. Bei der Gerichtsverhandlung wird das Geheimnis von Jacks Vater und schließlich auch der Grund des Erbfolgekrieges aufgedeckt. Jacks Vater, ein Gaukler am Königshof, ist der einzige Überlebende und Zeuge des Brandes auf dem Schiff des Thronfolgers William. Er beobachtete, wie Lady Regan Hamleigh, Percy Hamleigh und Bischof Waleran den Thronfolger und seine Frau ermordeten. Nachdem Jacks Vater versuchte, den Prinzen zu retten, nahm er dessen Siegelring an sich. Kurz darauf wurde er von Bischof Waleran als Dieb angeklagt und verbrannt. Jack wird daraufhin freigelassen und an seiner Stelle wird William gehängt. Nachdem alle von den Intrigen des Bischofs erfuhren, stirbt auch dieser – nach einem Sturz vom Kirchendach. Jack und Aliena können nun endlich heiraten und zusammenleben, und auch die Kirche wird in den folgenden vierzehn Jahren fast fertiggestellt. Am Ende des Films wird die Kathedrale in einem heutigen fertigen, jedoch fiktiven, Zustand gezeigt.

## Produktion

### Vorgeschichte
Knapp 20 Jahre nach der Veröffentlichung des Buches sicherte sich die Münchner Produktionsfirma Tandem Communications 2008 die Rechte an der Verfilmung. Dass es so lange dauerte, bis eine Verfilmung entstand, lag auch daran, dass der Autor Ken Follett Partner suchte, die eine romangetreue Verfilmung ohne Kürzungen und Veränderungen der Handlung wie in anderen Romanverfilmungen vornehmen würden. Neben der deutschen Tandem Communications war hauptsächlich die kanadische Firma Muse Entertainment Enterprises mit der Realisierung des siebenstündigen Mehrteilers befasst. Unterstützt wurden beide Unternehmen durch die Produktionsfirma Scott Free Productions, gegründet von den Emmypreisträgern und Produzenten Ridley Scott und Tony Scott. Von Anfang an auch an der Umsetzung beteiligt waren die deutsche ProSiebenSat.1-Gruppe sowie der ORF. Diese vier Produktionsfirmen realisierten gemeinsam den 400-Minuten-Film. Das Drehbuch schrieb der Schauspieler John Pielmeier,
der auch in einer Nebenrolle als Mönch Cuthbert zu sehen ist.
Der Regisseur des Films, Sergio Mimica-Gezzan, arbeitete zuvor als Erster Regieassistent an der Seite von Steven Spielberg. Bevor die Dreharbeiten begannen, bereiteten sich der mit zwei Regiepreisen ausgezeichnete Mimica-Gezzan und einige Crewmitglieder mit einem Crashkurs zum Thema 12. Jahrhundert vor.

### Dreharbeiten
Die Hauptdreharbeiten für Die Säulen der Erde begannen im Juni 2009 und endeten im darauffolgenden November. Der Mehrteiler wurde größtenteils in Ungarn gedreht, einige Szenen entstanden jedoch auch in Österreich. Die Drehorte in Österreich waren neben Wien auch die Burg Liechtenstein und die Burg Kreuzenstein in Niederösterreich. Die Arbeiten in Ungarn wurden größtenteils von der Produktionsfirma Mid Atlantic Films geleitet. In dem etwa 30 Kilometer von Ungarns Hauptstadt Budapest entfernt liegenden Ort Ócsa wurde auf einem 20.000 Quadratmeter großen Feld der Marktplatz von Kingsbridge als Realset errichtet. Ebenfalls dort wurde die Kathedrale erbaut, jedoch nur bis zu einer Höhe von etwa sieben Metern. Den Rest fügten Visual-Effects-Experten später digital hinzu. Der amerikanische Regisseur begründete diese Entscheidung damit, dass die Produktionskosten dadurch gesenkt werden könnten und nach Ende der Dreharbeiten die Kathedrale sowieso wieder abgerissen werden müsse. Zudem erlaube ihm die virtuelle Kirche Kameraeinstellungen, die mit einem realen Gebäude sonst nicht möglich wären. Für die Krönungsszene, die in der Buchvorlage in London stattfindet, wählte der Regisseur die Wiener Votivkirche. Teile der Dreharbeiten fanden in der Kathedrale von Salisbury statt. Die finale Einstellung des Films, in dem die Kathedrale von Kingsbridge in der Gegenwart zu sehen ist, zeigt den Korpus der Kathedrale von Wells und die Spitze der Kathedrale von Salisbury.

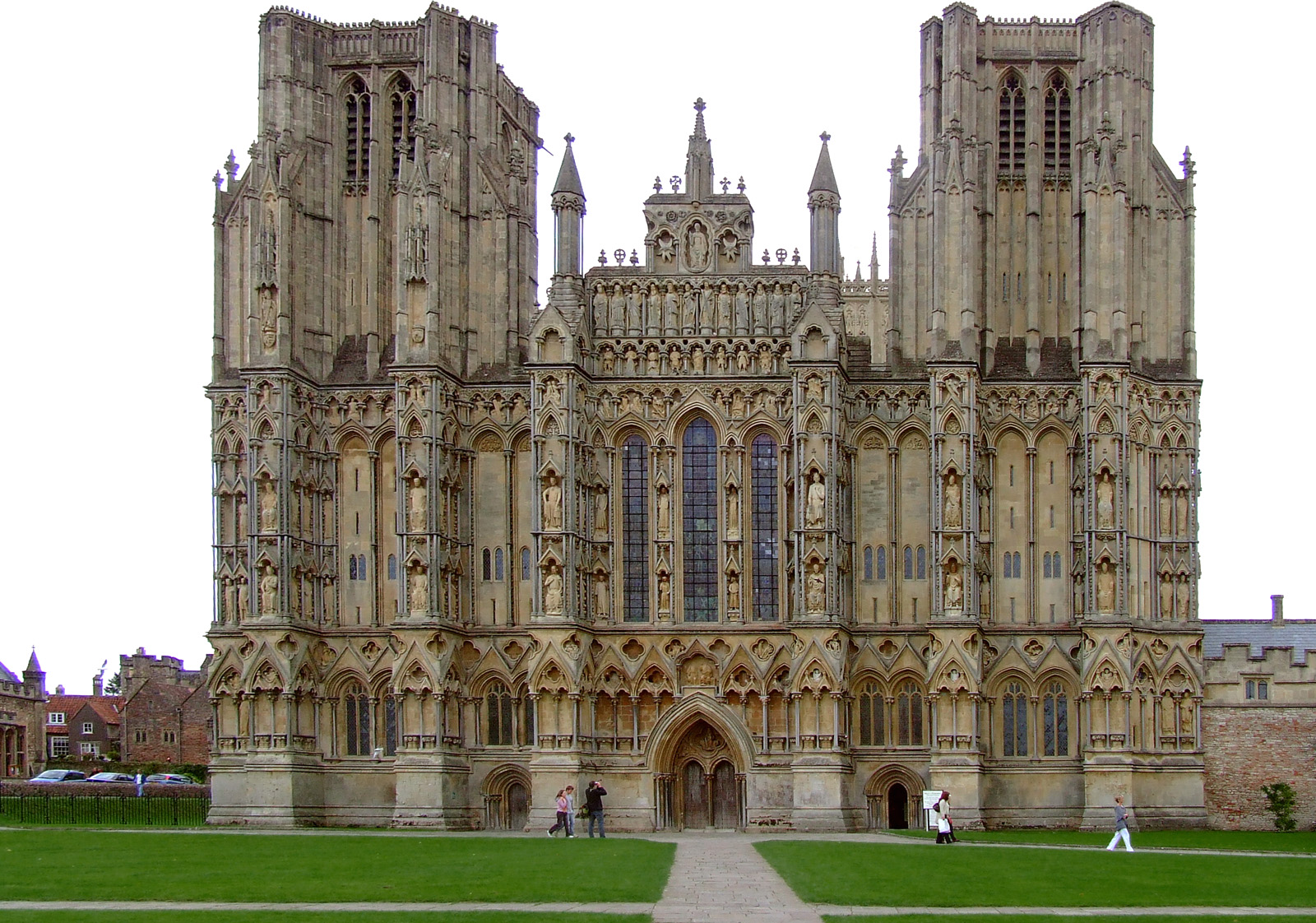
Westfassade der Kathedrale von Wells (visuelles Vorbild der Kathedrale von Kingsbridge)

Weil es während der Dreharbeiten mehrmals regnete, war der Untergrund aufgeweicht und die Schauspieler mussten wie im echten 12. Jahrhundert durch tiefen Schlamm gehen. Eine der größten Herausforderungen war das Drehen der Schlachtszenen. Hierbei wurden etwa 60 Stuntmen eingesetzt, und die Kamera fuhr mitten durch die Kämpfe. Auch dass der Film nicht in chronologischer Reihenfolge gedreht wurde, bereitete der Crew einige Schwierigkeiten. Besonders am Anfang wurden viele Szenen der letzten Filmteile gedreht, die die Schauspieler nur aus dem Drehbuch kannten. Damit der Film schnell fertiggestellt werden konnte, waren vier Kamerateams gleichzeitig im Einsatz. So konnten pro Tag etwa 50 Einstellungen gedreht werden. Das sind fast 40 Einstellungen mehr als bei einem normalen Kinofilm. Trotz des gewaltigen Drehpensums gelang es, Die Säulen der Erde mit nur einem Regisseur zu bewältigen. Wegen des umfangreichen Drehs bestand die Crew aus bis zu 350 Mitarbeitern. Die Gesamtkosten der Produktion betrugen 40 Millionen US-Dollar (etwa 30 Millionen €).
Als der Autor Ken Follett der Produktion im August 2009 einen Setbesuch abstattete, wurde ihm angeboten, in seiner eigenen Geschichte mitzuwirken. Er stimmte zu und bekam den Gastauftritt. Beim Essen Jacks mit seiner Großmutter sowie Verwandten und Freunden seines Vaters ist er im letzten Teil des Vierteilers in der dreizehnten Minute etwa 30 Sekunden in einer Sprechrolle als enger Freund von Jacks Vater zu sehen. Die extra für Ken Follett für diesen Film erfundene Figur gibt es nicht im Roman.

### Synchronisation
Die deutsche Synchronisation erfolgte bei Film- & Fernseh-Synchron GmbH, München. Die Dialogregie führte Jan Odle. Die deutschsprachigen Schauspieler synchronisierten sich selbst. Weitere Synchronsprecher waren u. a.
| Rolle                    | Darsteller        | Synchronsprecher   |
| ------------------------ | ----------------- | ------------------ |
| Tom Builder              | Rufus Sewell      | Jacques Breuer     |
| Prior Philip             | Matthew Macfadyen | Manou Lubowski     |
| Waleran Bigod            | Ian McShane       | Erich Ludwig       |
| Jack Jackson             | Eddie Redmayne    | Patrick Roche      |
| Aliena                   | Hayley Atwell     | Tatjana Pokorny    |
| Ellen                    | Natalia Wörner    | Natalia Wörner     |
| Bartholomäus von Shiring | Donald Sutherland | Jochen Striebeck   |
| Regan Hamleigh           | Sarah Parish      | Madeleine Stolze   |
| König Stephan von Blois  | Tony Curran       | Ole Pfennig        |
| Königin Matilda          | Alison Pill       | Annina Braunmiller |
| William Hamleigh         | David Oakes       | Alexander Brem     |
| Richard                  | Sam Claflin       | Johannes Raspe     |
| Alfred Builder           | Liam Garrigan     | Patrick Schröder   |
| Cuthbert                 | John Pielmeier    | Tobias Lelle       |
| Francis                  | David Bark-Jones  | Philipp Brammer    |
| Gloucester               | Matt Devere       | Matthias Klie      |
| Percy Hamleigh           | Robert Bathurst   | Ulrich Frank       |
| Agnes                    | Kate Dickie       | Kathrin Simon      |

### Unterschiede zur Romanvorlage
Der Film ist keine 1:1-Umsetzung des Romans. Neben Auslassungen und Hinzufügungen gibt es eine ganze Reihe von Abweichungen von der Romanvorlage. Als Beispiel sei hier die Figur Walerans genannt, der im Buch als gebrochener und entmachteter Mönch weiterlebt, im Film jedoch bei einem Sturz vom Kirchendach stirbt. Ein weiterer Unterschied ist, dass Graf Bartholomäus im Buch im Kerker stirbt und nicht wie im Film durch Enthauptung.
Wegen der Schwierigkeit, mehr als 1000 Seiten Roman in eine Kinoproduktion von nur 400 Minuten Film umzusetzen, wurde der 1989 erschienene Roman erst 2008 verfilmt. Das war auch dem Umstand geschuldet, dass Ken Follett bis dahin keine geeigneten Mitstreiter gefunden hatte, die die filmische Umsetzung nach seinen Vorstellungen und Vorgaben realisieren wollten und konnten. Die aus dramaturgischen Gründen vorgenommenen Änderungen gegenüber der Romanvorlage wurden allesamt durch Ken Follett abgesegnet, der zeitweilig der Produktion beiwohnte und selbst mitspielte. Entstanden ist ein von ihm autorisiertes Filmkunstwerk, das eher eigenständig und nur in Anlehnung an die Romanvorlage zu sehen ist.

## Rezeption

### Einschaltquoten
| Teil | Datum                 | Zuschauer | Zuschauer       | Marktanteil | Marktanteil     |
| Teil | Datum                 | Gesamt    | 14 bis 49 Jahre | Gesamt      | 14 bis 49 Jahre |
| ---- | --------------------- | --------- | --------------- | ----------- | --------------- |
| 1    | Mo, 15. November 2010 | 8,10 Mio. | 3,98 Mio.       | 24,0 %      | 28,5 %          |
| 2    | Mo, 22. November 2010 | 6,86 Mio. | 3,52 Mio.       | 20,7 %      | 26,0 %          |
| 3    | Mo, 29. November 2010 | 6,12 Mio. | 3,10 Mio.       | 18,6 %      | 22,8 %          |
| 4    | Mo, 6. Dezember 2010  | 6,13 Mio. | 3,17 Mio.       | 18,7 %      | 23,3 %          |

### Kritik
„[…] Licht aus, Bilder raus. Von der ersten Szene an gibt es volle Mittelalterdröhnung. […] Der endlose Schmöker wird in Sequenzen zerlegt, die ein Eigenleben ohne den Druck einer alles formierenden Gesamterzählung führen. […] Die „Säulen der Erde“ stehen für mehr als nur für neue Mittelalterbegeisterung. Der Follett-Vierteiler zeigt neue TV-Vorlieben: mehr Raum und mehr Länge, damit das Fernsehen seine Geschichten ausführlich erzählen kann. […]“

„[…] „Die Säulen der Erde“ erreicht nicht die Komplexität der Vorlage, sondern fokussiert sich mehr auf melodramatische Elemente, was bisweilen ein wenig an eine Soap-Opera erinnert. Aber mit Fortlauf tritt dieses Problem immer mehr in den Hintergrund, auch weil es den Machern gelingt, die Spannung hoch zu halten und das dunkle Zeitalter angemessen düster und nicht so blutleer darzustellen, wie man es von manch anderer Kino- oder TV-Produktion gewohnt ist.“

“[…] As the story lines play out over several decades, it can be a little hard to keep track of who is on which side of the battle for the English throne and who we’re supposed to be rooting for at any given moment. But over all, „The Pillars of the Earth“ will go down painlessly for the fan of this sort of epic; while it’s predictable and never exactly sweeping, it’s certainly eventful, and the production values are above average. […]”

„[…] Da sich die Handlungsstränge über mehrere Jahrzehnte erstrecken, kann es etwas schwierig werden, sich in Erinnerung zu rufen, wer auf welcher Seite beim Kampf um den englischen Thron steht und zu wem man im jeweiligen Moment halten soll. Aber im Großen und Ganzen wird einem Fan derartiger Epen „Die Säulen der Erde“ runtergehen wie Öl; während er vorhersehbar und nie wirklich mitreißend ist, so ist er sicherlich ereignisreich, und die Schauwerte liegen über dem Durchschnitt […]“

„[…] Was aber bei einem Trivialroman bestens funktioniert – mindestens eine unerwartete Wende pro Kapitel, die saubere Einteilung in Gut und Böse – führt in acht Stunden Film zur Ermüdung. […] Aber die Guten sind nach Jahrzehnten Baugeschichte, in denen sie zeitlos schön bleiben, doch stärker. Zufällig treffen sie immer im passenden Moment auf das Nützliche. […]“

“[…] Costruita sui pilastri classici della narrazione (con un buon uso del vecchio, caro montaggio parallelo), la serie ci restituisce un Medioevo sospeso tra realtà e fantasia, azione e mistero. […]”

„[…] Die „Säulen der Erde“ ist eine klassische Erzählung (mit einer guten Nutzung des Romans). Die Reihe gibt uns ein mittelalterliches Empfinden zwischen Realität und Fantasie, Action und Rätsel. […]“

### Ausstrahlung

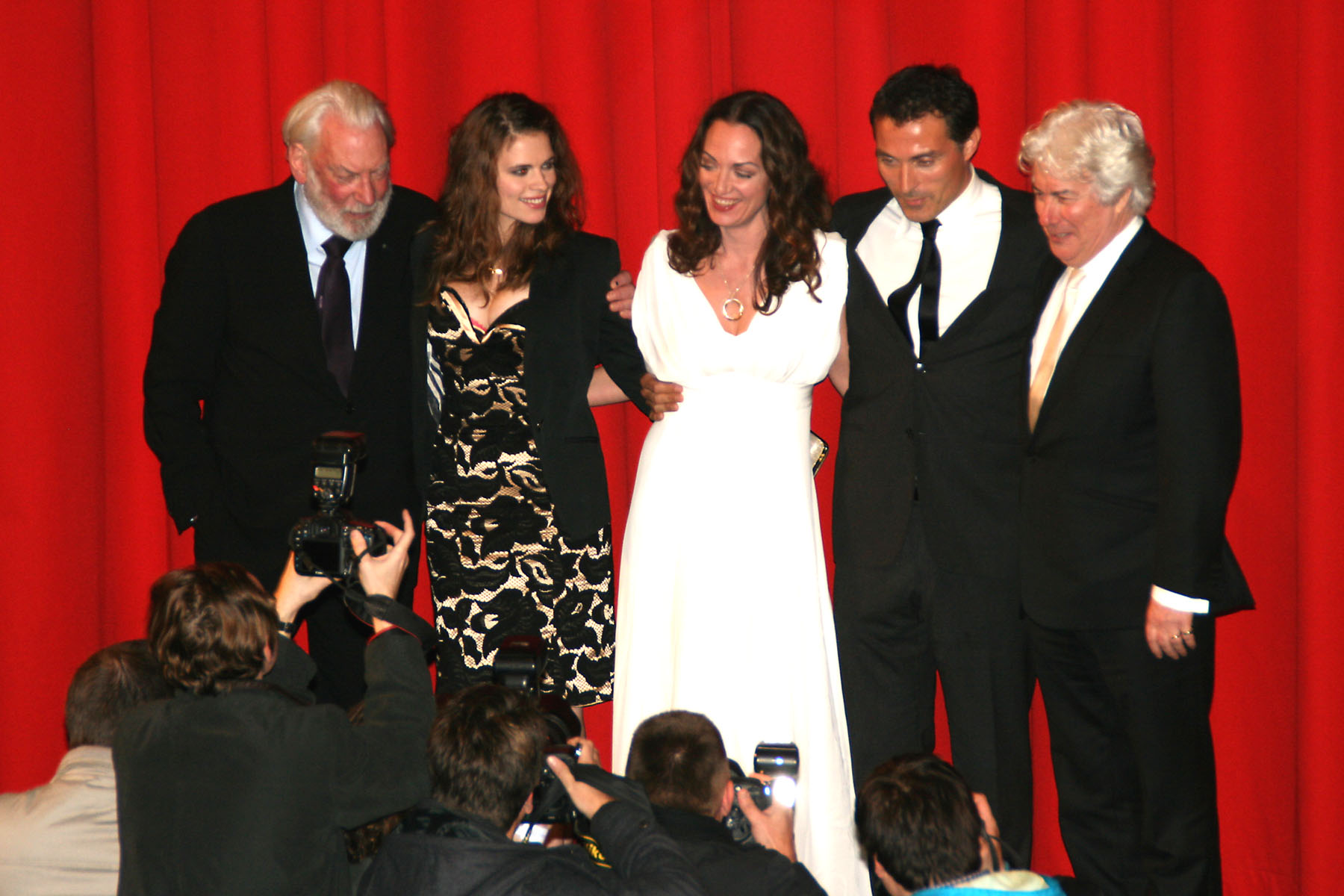
Premiere am 26. Oktober 2010 in Berlin.
Von links nach rechts:
Donald Sutherland, Hayley Atwell, Natalia Wörner, Rufus Sewell, Ken Follett.

Der Film wurde in 172 Länder weltweit verkauft. Einige Länder sind nachfolgend aufgelistet.
Die Filmpremiere des ersten Teils sowie eine Vorschau auf die weiteren drei Teile dieses Fernseh-Vierteilers fand am 26. Oktober 2010 im Cinestar im Sony Center Berlin statt. Zugegen waren unter anderem der Buchautor Ken Follett, der Drehbuchautor John Pielmeier sowie Produzenten und Schauspieler, darunter Natalia Wörner, Rufus Sewell, Donald Sutherland, Hayley Atwell, Liam Garrigan, Götz Otto und Anatole Taubman.
| Land                   | Sender            | Ausstrahlungszeitraum                   | Titel                    | Quote                  |
| ---------------------- | ----------------- | --------------------------------------- | ------------------------ | ---------------------- |
| Vereinigte Staaten     | Starz             | 23. Juli 2010 bis 27. August 2010       | The Pillars of the Earth | ⌀ 414.000 pro Episode  |
| Kanada                 | Movie Central     | ab 23. Juli 2010                        | The Pillars of the Earth |                        |
| Kanada                 | The Movie Network | ab 23. Juli 2010                        | The Pillars of the Earth |                        |
| Irland                 | TV3               | ab 15. August 2010                      |                          |                        |
| Spanien                | Vier              | 15. September 2010 bis 12. Oktober 2010 | Los pilares de la Tierra |                        |
| Italien                | Sky               | ab 1. Oktober 2010                      | I pilastri della Terra   |                        |
| Niederlande            | RTL 8             | ab 8. Oktober 2010                      | The Pillars of the Earth |                        |
| Vereinigtes Königreich | Channel 4         | ab 16. Oktober 2010                     | The Pillars of the Earth | 2,1 Mio. (Teil 1)      |
| Bulgarien              | PRO.BG            | ab 11. November 2010                    | Устоите на Земята        |                        |
| Österreich             | ORF 1             | 14. November 2010 bis 21. November 2010 | Die Säulen der Erde      | ⌀ 659.750 pro Episode  |
| Deutschland            | Sat.1             | 15. November 2010 bis 6. Dezember 2010  | Die Säulen der Erde      | ⌀ 6,8 Mio. pro Episode |

## Sonstige Veröffentlichungen
Am 7. Dezember 2010 erschien Die Säulen der Erde auch auf DVD, Blu-ray und in einer Special Edition („DVD Deluxe“). Letztere enthält neben dem Film 180 Minuten Bonusmaterial mit Making-of, Interviews mit Cast und Crew sowie einem Blick hinter die Kulissen.

## Fortsetzung
Im April 2010 sicherte sich Tandem Communications die Rechte am Fortsetzungsroman „Die Tore der Welt“. Wie schon bei Die Säulen der Erde produzierte die Firma diesen Film wieder zusammen mit Scott Free Productions. Ebenso schrieb John Pielmeier für den neuen vier- bzw. achtteiligen Film wieder das Drehbuch. Finanziert wurde die Adaption des Buches unter anderem vom amerikanischen Sender Starz, der sich damit die Rechte an der Erstausstrahlung in den USA sicherte, und von der ProSiebenSat.1 Media. Im Dezember 2012 wurde dieser Mehrteiler auf Sat.1 ausgestrahlt.

## Auszeichnungen
Golden Globe Award 2011

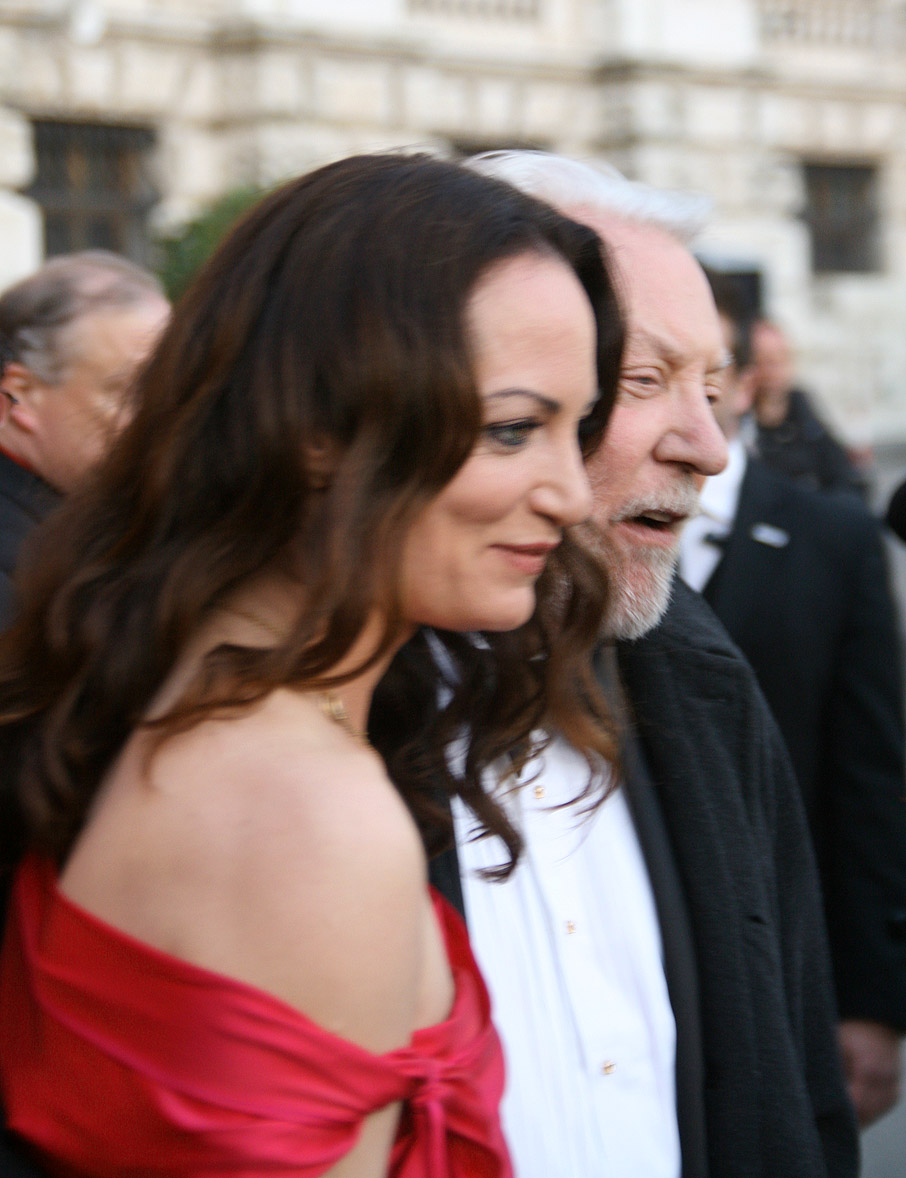
Natalia Wörner und Donald Sutherland bei der Romyverleihung in Wien

- Nominierung in der Kategorie Beste Mini-Serie oder Fernsehfilm[33]
- Nominierung in der Kategorie Beste Schauspielerin in einer Mini-Serie oder Fernsehfilm für Hayley Atwell[33]
- Nominierung in der Kategorie Bester Schauspieler in einer Mini-Serie oder Fernsehfilm für Ian McShane[33]

Romy 2011
- Preis der Jury